# República Popular d'Ucraïna Occidental
La República Popular d'Ucraïna Occidental (en ucraïnès: Західноукраї́нська Наро́дна Респу́бліка, Zakhidnoukraïnska Naródnya Respúblika, abreujadament ЗУНР o ZUNR, en ortografia antiga Західно-Українська Народня Республіка) va ser un efímer estat pluri-ètnic que va sorgir sobre els territoris actuals de Galítsia de resultes de l'enfonsament de l'Imperi Austrohongarès. Va aparèixer el 19 d'octubre de 1918 i va deixar d'existir en 1919. La República Popular d'Ucraïna Occidental va ser dirigida per Ievhèn Petruixèvitx.

## Història
Un govern ucraïnès va prendre el poder l'1 de novembre de 1918 a Galítsia, de resultes de la revolta de Lviv. També ho va fer igualment el 6 de novembre de 1918 a Bucovina i el 19 de novembre de 1918 a Transcarpàcia. Els governs ucraïnesos que es van establir en aquests dos últims territoris van ser tanmateix de curta durada. Malgrat la guerra polonesoucraïnesa a Galítsia, el govern de la ZUNR es va mantenir a l'est del territori.
L'1 de desembre de 1918, la secretaria d'Estat de la República Popular d'Ucraïna Occidental conclogué un acord preliminar amb el directori de la República Popular d'Ucraïna, que va comportar la unió dels dos estats ucraïnesos. L'acord va ser aprovat per la Rada de la ZUNR el 3 de gener de 1919 i pel Directori el 22 de gener de 1919, data en la qual es va proclamar oficialment la unió. Des de llavors, la ZUNR va prendre el nom de província de l'oest de la República Popular d'Ucraïna. Però la unió no va ser plenament establerta : els organismes governamentals de la ZUNR van continuar funcionant de manera separada.

## Població
Aquest territori de 5,4 milions d'habitants, que s'estenia entre Galítsia oriental, Transcarpàcia i Bucovina, va tenir com a capital Lviv. Comprenia aproximadament un 60% d'ucraïnesos, 25% de polonesos, 12% de jueus, en la seva major part idixòfons, així com comunitats germanòfones, hungaròfones i roms.